# Bose (Mondkrater)
Bose ist ein Einschlagkrater auf der Mondrückseite.
Der Krater liegt im Süden der erdabgewandten Seite, nördlich von Cabannes. In unmittelbarer Nähe schließt sich in südöstlicher Richtung der etwas kleinere Krater Bhabha an.
Das Innere des Kraters ist relativ eben, es gibt aber einige kleinere Einschläge, vor allem östlich der Kratermitte. Der Höhenunterschied zwischen Kraterwall und Kraterboden liegt bei 4,06 km. Die Entstehungszeit des Kraters wird der nektarischen Periode zugerechnet.
Bose hat vier Nebenkrater:
| Buchstabe | Position            | Durchmesser | Link |
| --------- | ------------------- | ----------- | ---- |
| A         | 49,66° S, 167,45° W | 31 km       |      |
| D         | 53,13° S, 166,92° W | 20 km       |      |
| U         | 53,12° S, 176,05° W | 40 km       |      |
| D         | 44,36° N, 87,59° O  | 16 km       |      |

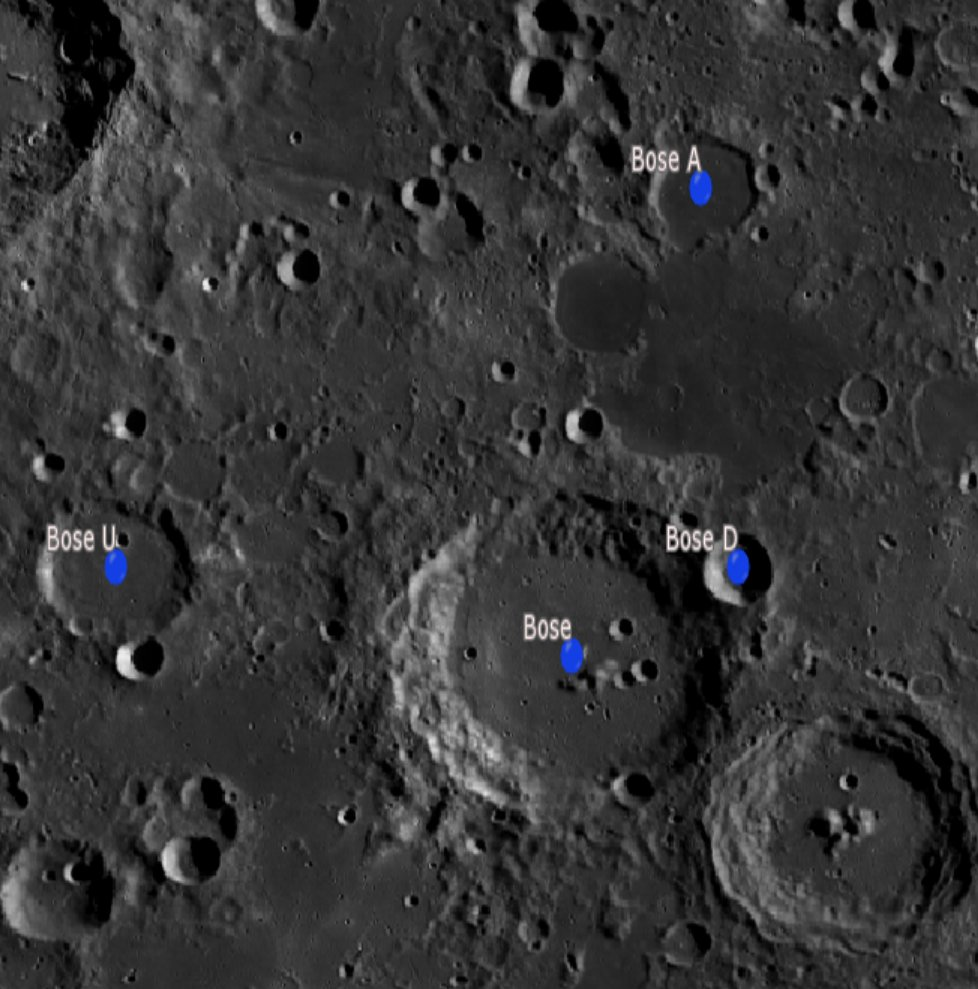
Bose mit seinen Nebenkratern, unten rechts ist Bhabha zu sehen

Der Krater wurde 1970 von der IAU offiziell nach dem indischen Botaniker und Physiker Jagadish Chandra Bose benannt.